# Boulevard
Pour les articles homonymes, voir Boulevard (homonymie).

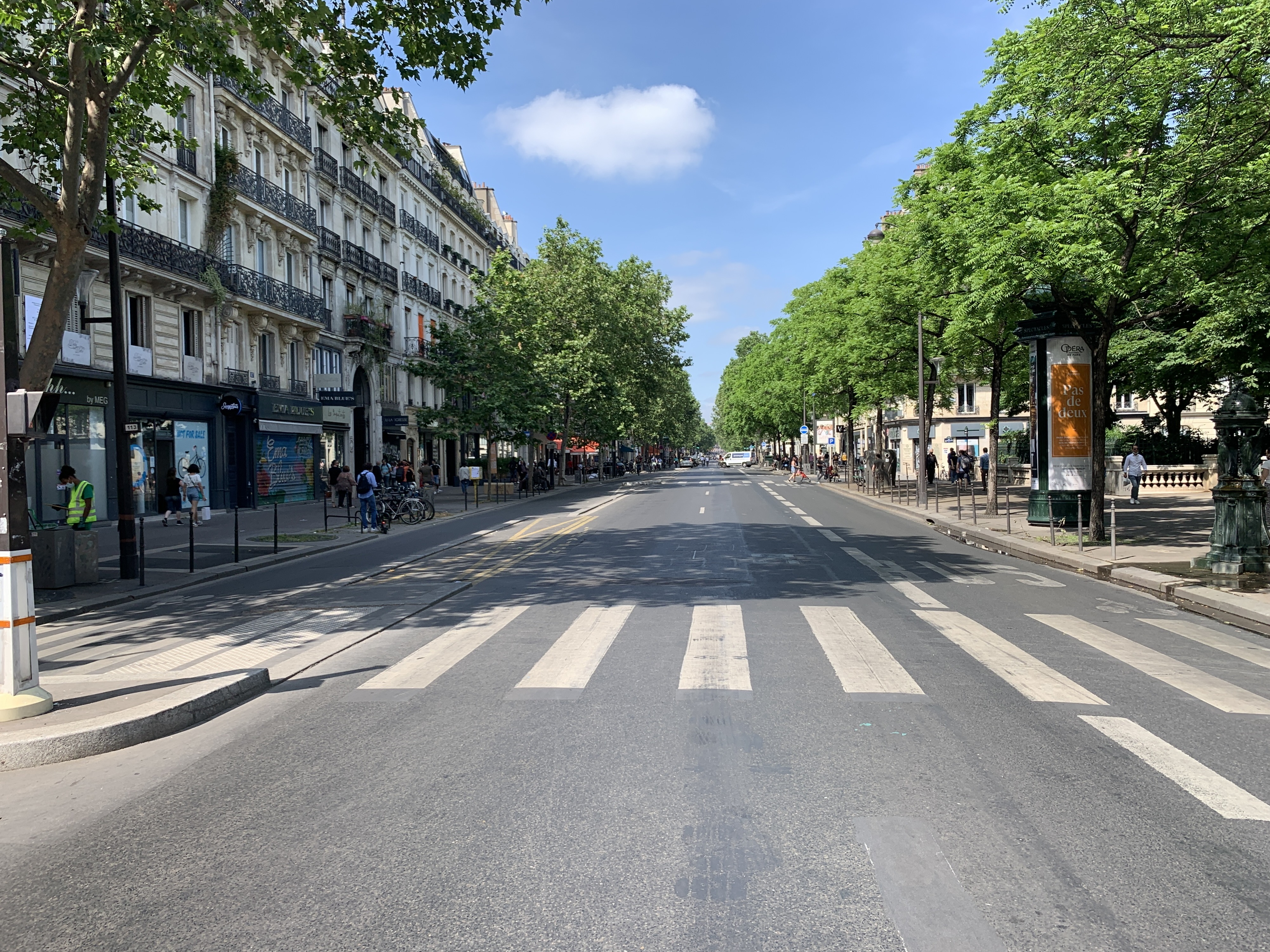
Boulevard de Sébastopol à Paris.

Un boulevard est une voie généralement large (quatre voies de circulation ou plus) avec souvent des allées piétonnières sur ses bords.
Au Québec, le boulevard comprend souvent un terre-plein central (terme normalisé par l'Office québécois de la langue française).

## Origine du nom et abréviations

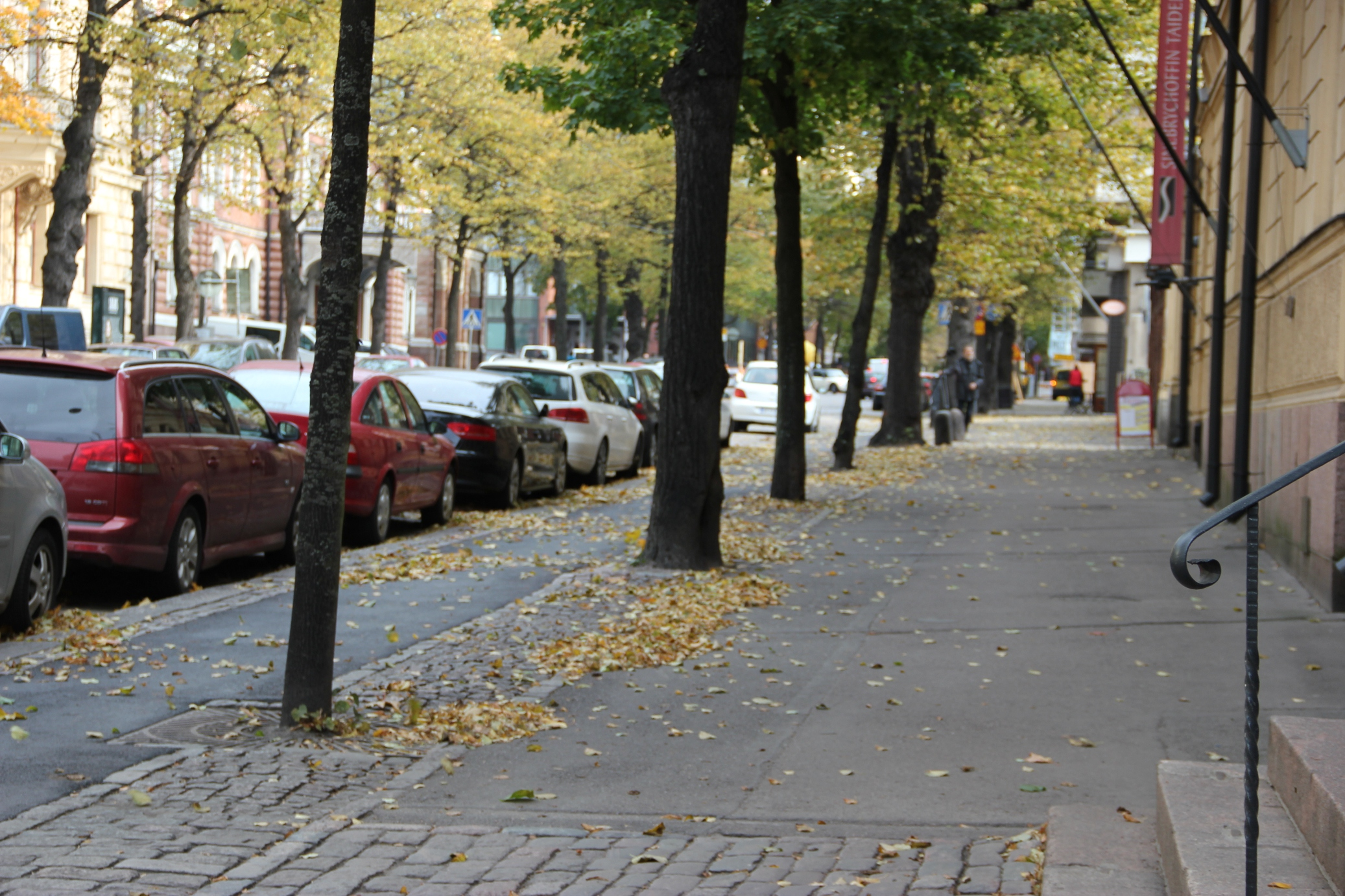
Boulevard d'Helsinki en Finlande.

Le mot vient du moyen néerlandais bolwerc.
Il apparaît dans la terminologie des places fortifiées, au XVIe siècle quand la fortification se modifie pour résister aux boulets en fonte. Le mot est composé de deux radicaux : bole qui signifie poutre, grosse pièce en bois, et werk qui veut dire ouvrage. Ces racines germaniques se retrouvent en les langues scandinaves avec bolverk, en allemand avec Bulwark, et en néerlandais, bolwerk.
« Boulevard » peut être abrégé « boul. », « blvd » ou « bd. ».

## Histoire
Le mot boulevard dans son sens premier militaire désigne, dans la fortification d'une ville, un ouvrage de protection avancé construit en madriers et en terre. Avec la transformation de la fortification, le mot va désigner un ouvrage, souvent maçonné, ajouté en avant d'une fortification plus ancienne et destiné à porter de l'artillerie. Un boulevard a le même rôle qu'un bastion ou un rempart.
Ces fortifications ayant été souvent remplacées au cours de l'histoire urbaine par des axes de circulation reprenant leur large emprise ; on nomme dès lors boulevard tout axe de circulation majeur, parfois remodelé en promenade.
Les deux sens ont cohabité jusqu’à la fin du XIXe siècle.

## Usage dans le monde

### Amérique du Nord

#### Canada
L'Office québécois de la langue française définit le boulevard de la manière suivante :

« Large voie de communication à grand débit de circulation reliant diverses parties d'un ensemble urbain et comportant de quatre à huit voies et, souvent, un terre-plein central, notant que le boulevard traverse habituellement une agglomération dense »

### Asie
En Inde, la quasi-totalité des boulevards du pays sont situés près de la frontière avec le Pakistan.
En connaissant les relations indo-pakistanaises, on comprend l'intérêt défensif de ce genre d'ouvrage.[réf. nécessaire]

### Europe

#### France

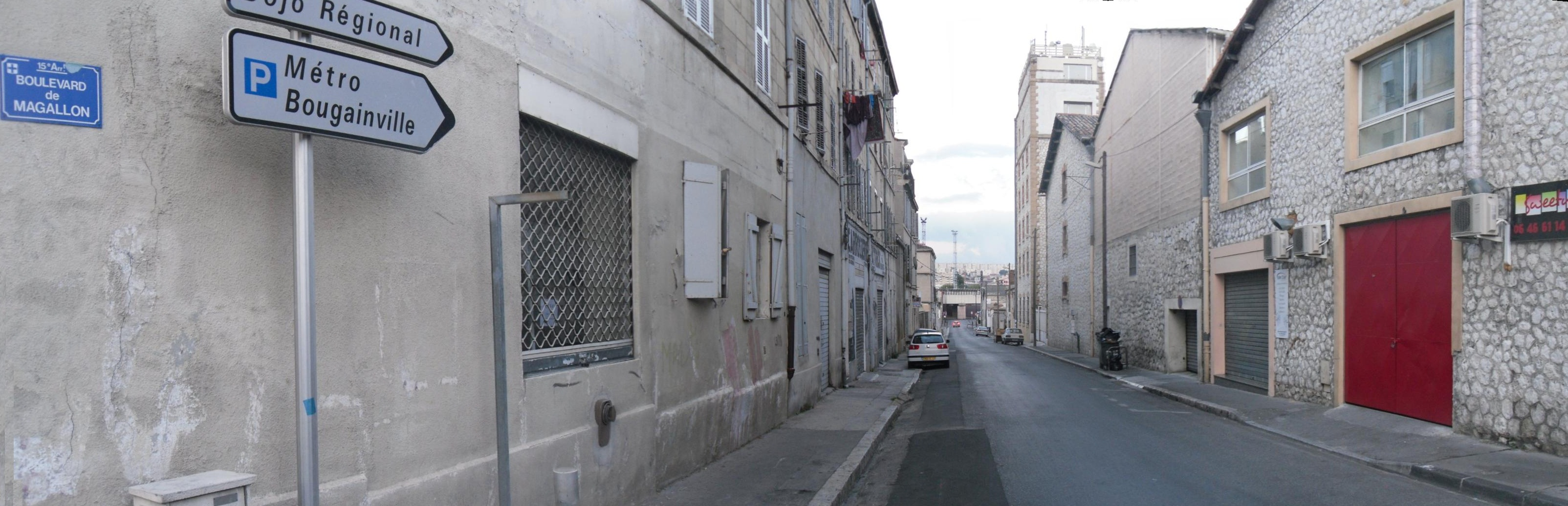
Petit boulevard à Marseille.

En France, l'acception du terme « boulevard » (à l'instar d'autres termes spécifiques d'urbanisme) a été élargie et peut aussi bien désigner un axe de circulation important et de largeur considérable qu'une petite rue à chaussée non séparée en plein centre-ville et aucune obligation n'est notée quant au suivi du tracé d'anciens murs.
Toutefois, c'est une voirie qui se doit de comporter au moins sur ses bords des allées plantées pour mériter son appellation[réf. nécessaire], exception faite de plusieurs villes du sud de la France telles que Marseille ou Toulon, où de nombreuses voies portant le titre de boulevard ne sont en réalité que d'étroites rues sans plantations, voire carrément des impasses.

##### Toulouse
Les boulevards de la première ceinture sont bordés de contre-allées jonchées d'arbres. Les boulevards du canal sont bordés d'une voie verte (d'un côté) et d'arbres des deux côtés. La troisième ceinture ne comporte pas de contre-allées, sauf pour le Boulevard des Crêtes.

##### Bordeaux

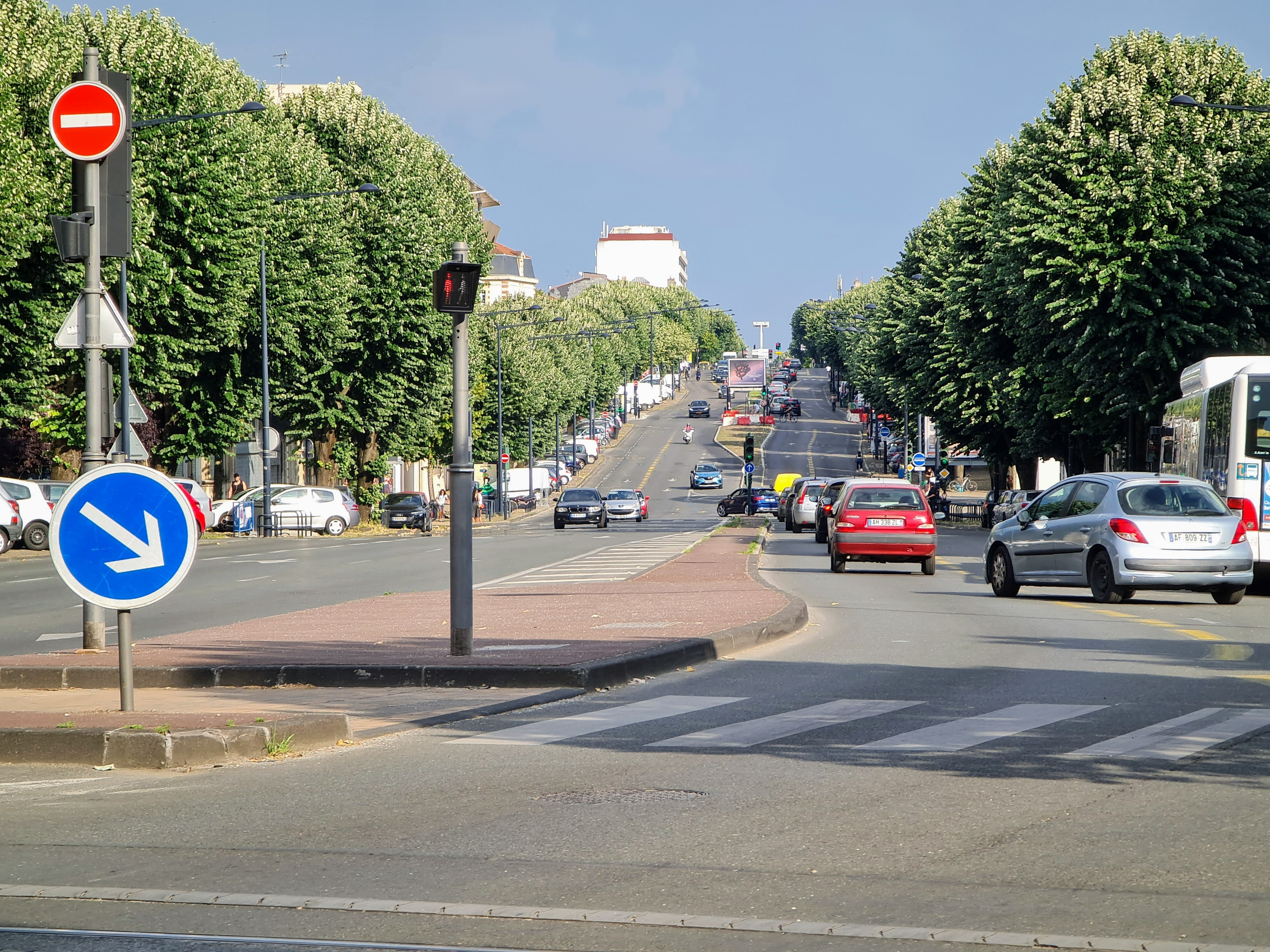
Boulevard du maréchal Leclerc à Bordeaux depuis la barrière d'Ornano.jpg

Les boulevards sont composés de quatre voies de circulation (deux dans chaque sens), et sont quasiment entièrement tous longés d'arbres.

##### Marseille
A Marseille, le terme boulevard désigne tout aussi bien une impasse qu'une large avenue. L'expansion de la ville au cours du XIXe siècle ayant conduit de nombreux propriétaires de terrains et promoteurs à utiliser le terme de Boulevard pour des raisons de prestige. Il en résulte une incohérence dans la dénomination des voies de la ville et une surreprésentation du nombre de boulevards (18 % du total des voies de la ville quand ils ne représentent que 2 % des voies de Paris).

##### Paris
À Paris, le roi François Ier avait dès 1524 décidé de renforcer les défenses de la ville. En 1536, on entreprend les premiers travaux, mais c'est après le siège de Metz par les armées de Charles Quint (1552) que les autorités parisiennes réalisent que le rempart de Charles V, en rive droite de la Seine, ne peut pas les protéger d'une attaque des Impériaux, venant du nord ou de l'est. La défaite de Saint-Quentin renforce cette crainte. La ville a donc décidé de construire une muraille en pierre de taille appliquant les nouveaux principes de la fortification, avec des boulevards, des bastions espacés de 30 à 290 mètres, construits d'abord en terre avant d'être maçonnés, placés devant l'enceinte de Charles V. Les anciens remparts, arasés et renforcés par des remblais tirés des fossés qui ont été élargis devant les murs, servent de fortes courtines, permettant de faire circuler rapidement la troupe et l'artillerie. Dans la partie ouest de la ville, une nouvelle enceinte bastionnée est construite à partir de 1566 pour englober de nouveaux quartiers, protégée par des fossés. La couleur de la terre remuée lui a fait donner le nom d'enceinte des fossés jaunes.

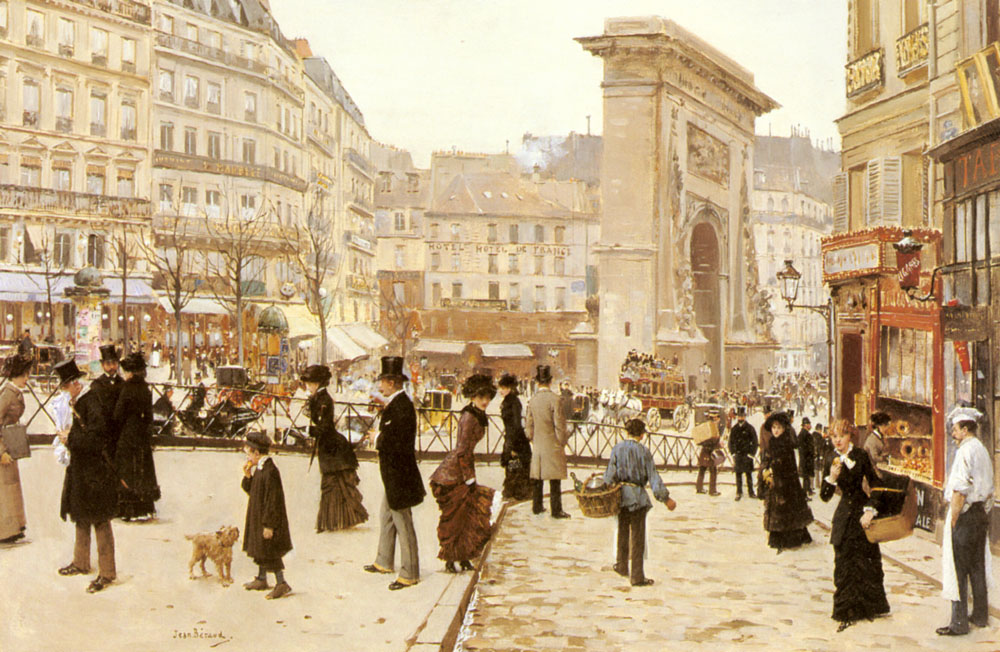
Jean Béraud Le Boulevard Saint-Denis
et la porte Saint-Denis

En 1670, Louis XIV décida de reporter la défense du royaume sur la frontière, avec la constitution du pré carré, et de faire de Paris une ville ouverte. L'enceinte bastionnée et les boulevards sont détruits et transformés en nouveaux cours carrossables plantés d'arbres qui deviennent rapidement des lieux de promenade à la mode. La réalisation de cet aménagement des anciens boulevards n'était pas terminée en 1760. Les Parisiens ont donné à ces nouveaux cours le nom de boulevard.
À l'origine, un boulevard est donc en France une « promenade plantée d'arbres sur l'emplacement d'anciens remparts » (définition donnée en 1803). Il permet ainsi de contourner une ville de l'extérieur (comme le fait une ceinture périphérique, comme à Paris, les boulevards des Maréchaux, construits à l'emplacement de l'enceinte de Thiers), doublé ultérieurement par le boulevard périphérique. Puis, par extension, un boulevard désignera une large voie urbaine.

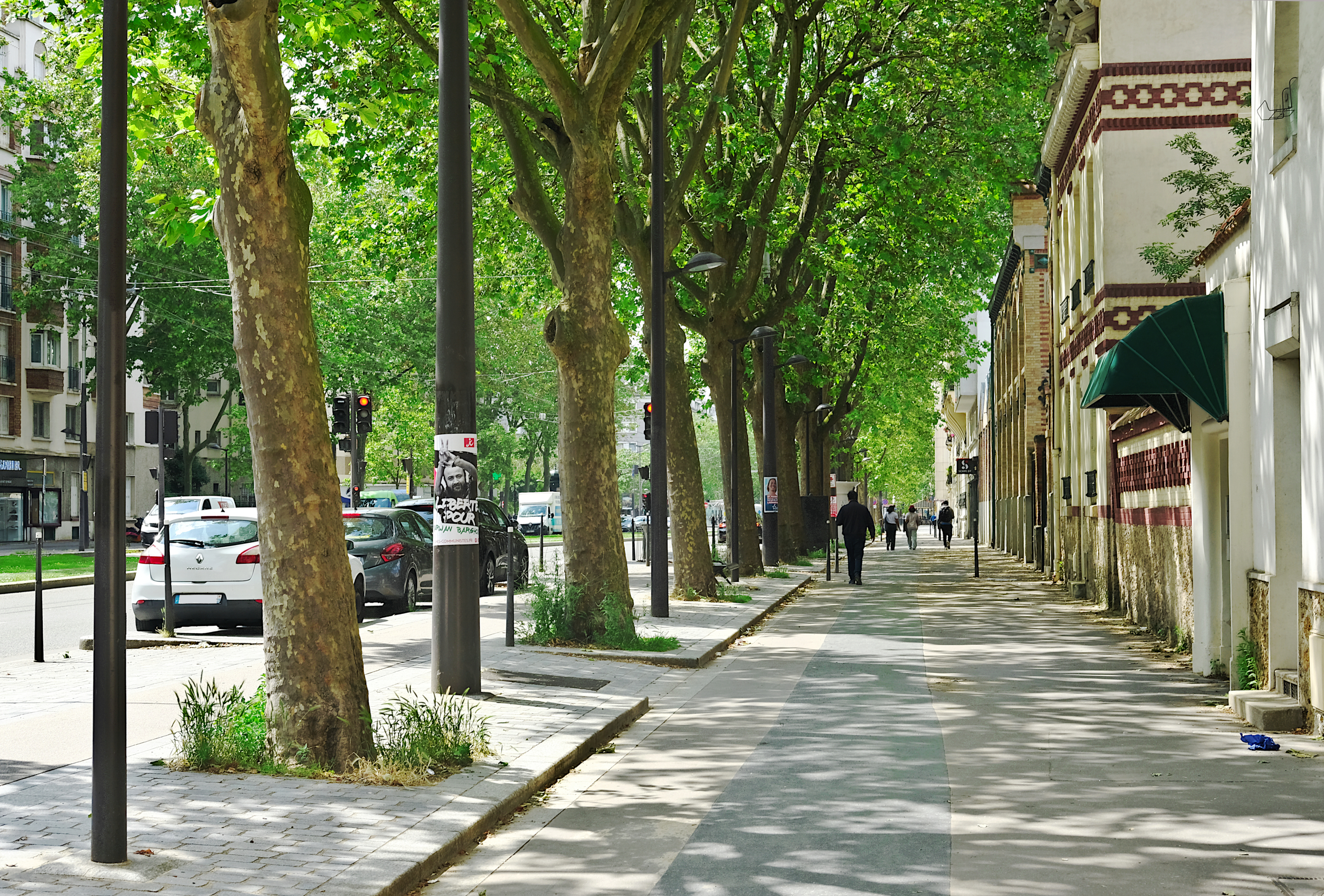
Le boulevard Brune, à proximité de la porte d'Orléans - Paris 14e.
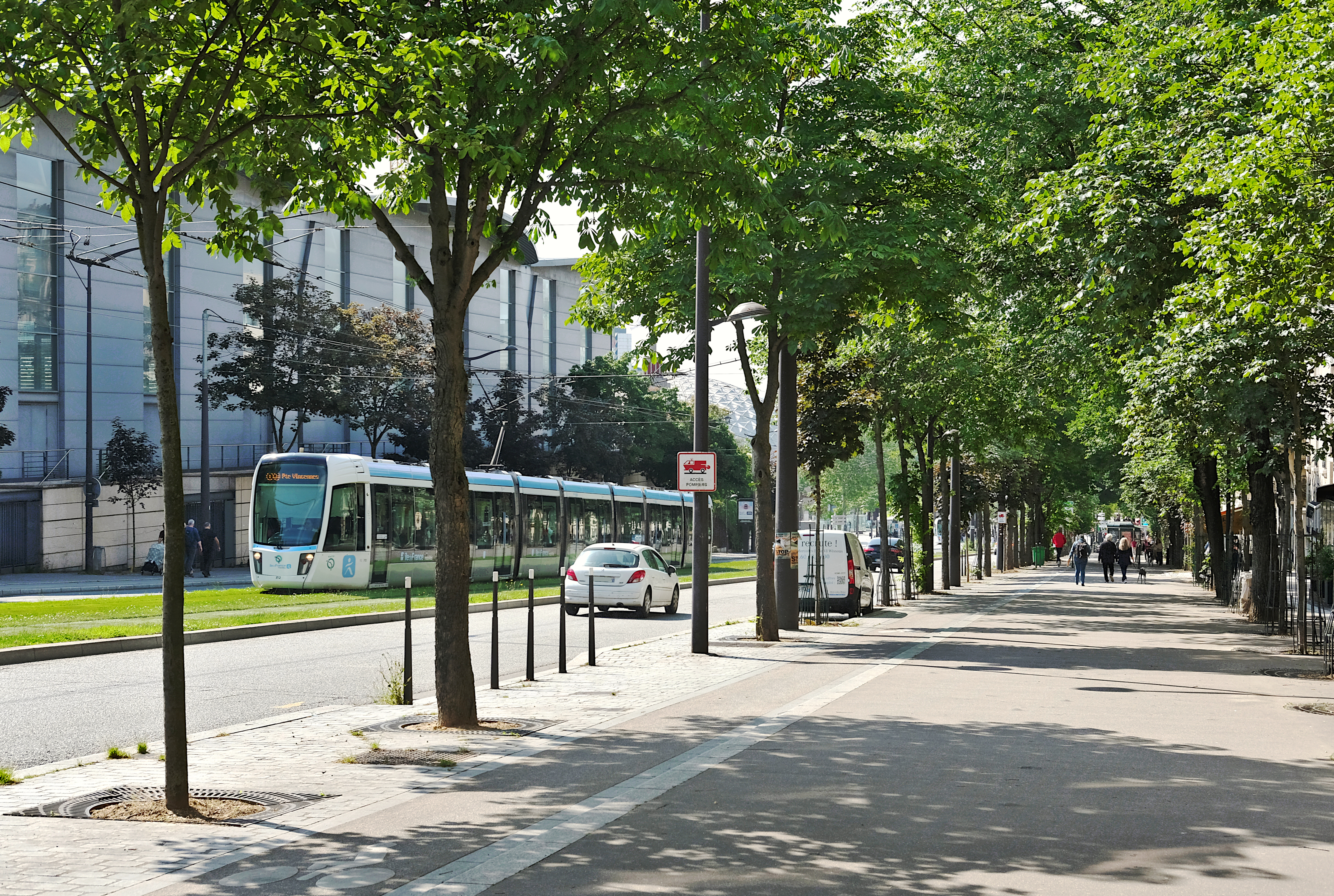
Le boulevard Lefebvre, à proximité de la porte de Versailles - Paris 15e.

La pratique du boulevard en urbanisme débute surtout à Paris au XVIIIe siècle, avec le contournement possible des enceintes, puis s'accélère sous le Second Empire avec la politique haussmannienne d'aération urbaine (axes de promenades).
Certains axes de grande circulation créés à Paris dans les années 1850 ont reçu le nom de « boulevard » alors qu'ils n'occupent pas l'emplacement d'anciennes fortifications (boulevard Saint-Michel, boulevard de Sébastopol, ou enfin boulevard Haussmann). La seule figure d'exception est le boulevard Saint-Germain, qui désigne bien un boulevard au sens militaire du terme puisqu'on « que l’on peut considérer comme rappelant sans la suivre l’antique enceinte de Philippe-Auguste ». Dès 1860, une commission chargée de la nomenclature décida de réserver désormais à Paris le nom de boulevard à des voies concentriques : d'où les dénominations de boulevards des Maréchaux, mais d'avenue de l'Opéra par exemple.

## Galerie

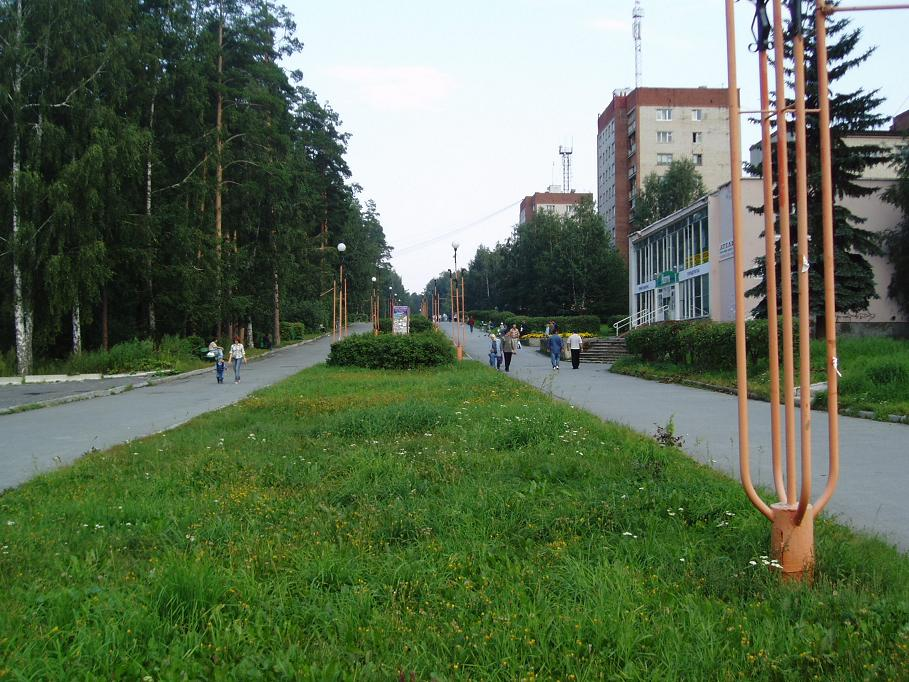
Un boulevard de la ville russe de Zaretchny.
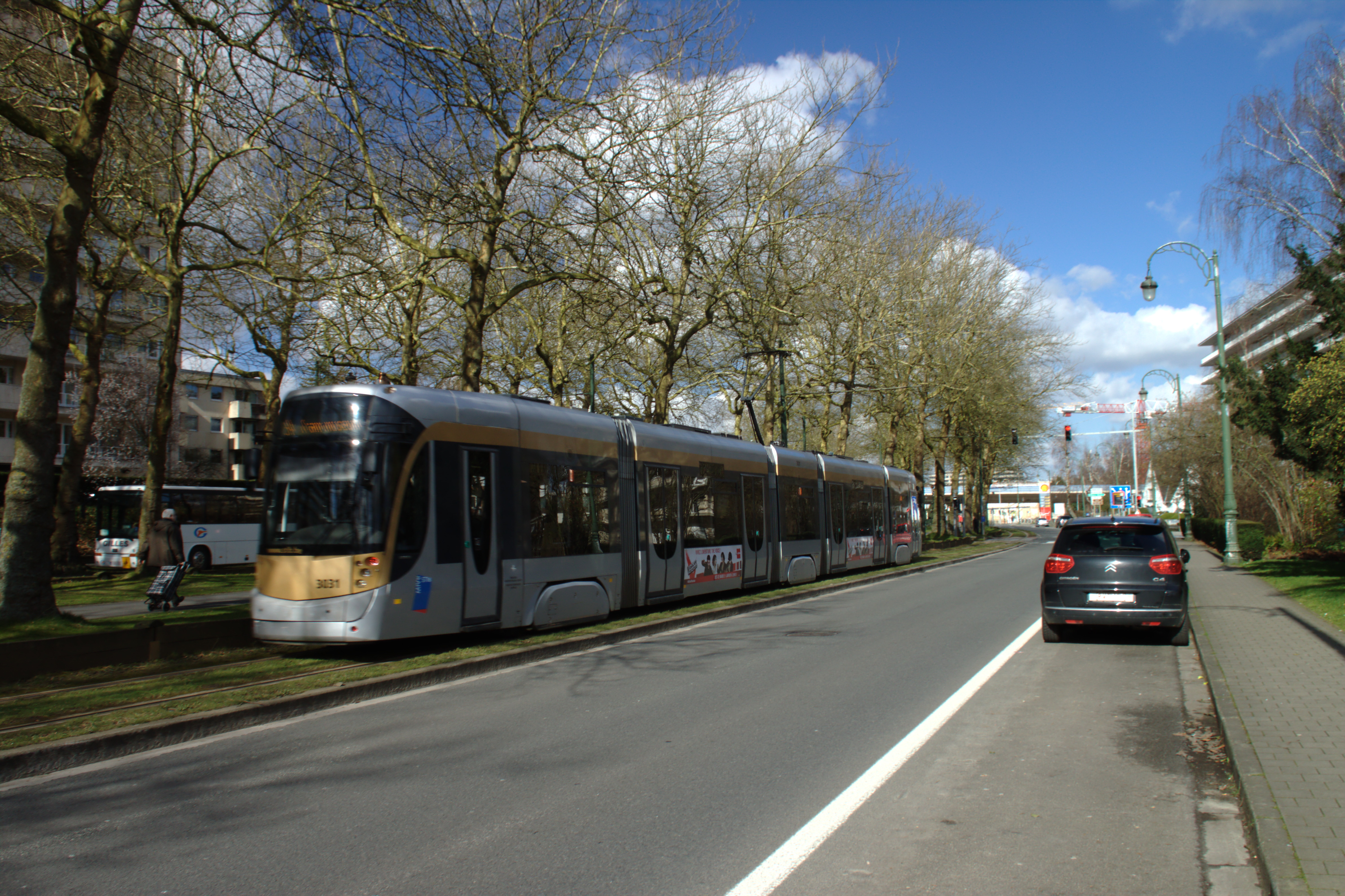
Un boulevard dans la commune belge d’Auderghem